# Todd Gillman
Todd Gillman (* 24. Februar 1967 in Winnipeg, Manitoba) ist ein ehemaliger kanadischer Skispringer.

## Werdegang
Am 17. Januar 1985 gab Gillman sein internationales Debüt bei der Nordischen Skiweltmeisterschaft 1985 in Seefeld in Tirol. Dabei sprang er von der Normalschanze auf den 62. Platz. Sein Debüt im Skisprung-Weltcup gab Gilman am 30. Dezember 1985 beim Auftaktspringen zur Vierschanzentournee 1985/86 in Oberstdorf. Dabei blieb er jedoch – wie auch bei den anderen drei Springen der Tournee – erfolglos.
Zur Weltcup-Saison 1987/88 startete er mit einem 8. Platz am 19. Dezember von der Normalschanze in Sapporo. Damit gewann er erstmals Weltcup-Punkte und konnte außerdem damit die höchste Platzierung seiner Karriere erreichen. Auch am zweiten Tag in Sapporo erreichte er mit Platz 10 Weltcup-Punkte und beendete so die Saison auf dem 44. Platz in der Weltcup-Gesamtwertung.
Bei den Olympischen Winterspielen 1988 in Calgary sprang Gillman von der Normalschanze auf den 42. und von der Großschanze auf den 54. Platz. Im Teamspringen erreichte er gemeinsam mit Horst Bulau, Ron Richards und Steve Collins den 9. Platz.
Bei der Vierschanzentournee 1988/89 landete Gillman nur auf hinteren Plätzen. Seine aktive Skisprungkarriere beendete er mit der Teilnahme an der Nordischen Skiweltmeisterschaft 1989 in Lahti. Dabei sprang er auf den 40. Platz von der Normalschanze. Von der Großschanze erreichte er den 63. Platz.